# Edward W. Wilson
Edward Wardlaw Wilson (* 19. August 1907 in Burntisland; † 16. April 1982 in Edinburgh) war ein schottischer Badmintonspieler. 

## Karriere
Edward W. Wilson siegte 1934 erstmals bei den nationalen Titelkämpfen in Schottland. Neun weitere Titelgewinne folgten bis 1950. 1949 repräsentierte er Schottland im Thomas Cup.

## Sportliche Erfolge
| Saison | Veranstaltung                     | Disziplin    | Platz | Name                             |
| ------ | --------------------------------- | ------------ | ----- | -------------------------------- |
| 1934   | Schottland: Einzelmeisterschaften | Herrendoppel | 1     | E. R. Butcher / E. W. Wilson     |
| 1935   | Schottland: Einzelmeisterschaften | Mixed        | 1     | E. W. Wilson / G. A. Bingham     |
| 1935   | Schottland: Einzelmeisterschaften | Herrendoppel | 1     | E. R. Butcher / E. W. Wilson     |
| 1936   | Schottland: Einzelmeisterschaften | Mixed        | 1     | E. W. Wilson / G. A. Bingham     |
| 1937   | Schottland: Einzelmeisterschaften | Mixed        | 1     | E. W. Wilson / B. H. Cuthbertson |
| 1939   | Schottland: Einzelmeisterschaften | Herrendoppel | 1     | James C. Mackay / Edward Wilson  |
| 1939   | Schottland: Einzelmeisterschaften | Mixed        | 1     | Edward Wilson / J. Holmes        |
| 1948   | Schottland: Einzelmeisterschaften | Herrendoppel | 1     | James C. Mackay / Edward Wilson  |
| 1949   | Schottland: Einzelmeisterschaften | Herrendoppel | 1     | James C. Mackay / Edward Wilson  |
| 1950   | Schottland: Einzelmeisterschaften | Herrendoppel | 1     | James C. Mackay / Edward Wilson  |